# إدوارد جونسون
إدوارد جونسون (بالإنجليزية: Eddie Johnson)‏ (20 سبتمبر 1984 تشستر المملكة المتحدة - ) هو لاعب كرة قدم بريطاني يلعب كمهاجم.

## روابط خارجية
- إدوارد جونسون على موقع الاتحاد الدولي (مؤرشف)  (الإنجليزية)
- إدوارد جونسون على موقع قاعدة بيانات كرة القدم.إي يو (الإنجليزية)
- إدوارد جونسون على موقع Soccerbase.com (لاعب) (الإنجليزية)
- إدوارد جونسون على موقع عالم كرة القدم.نت (الإنجليزية)